# The Devil's Candy
Pour plus de détails, voir Fiche technique et Distribution.
The Devil's Candy est un film d'horreur américain écrit et réalisé par Sean Byrne, sorti en 2015.

## Synopsis
Jesse Hellman est un peintre qui emménage avec sa famille, son épouse Astrid et leur fille Zooey, dans une nouvelle maison. Ses tableaux sont habités par des forces sataniques qui possèdent également l'artiste. Le cauchemar commence pour ses proches...

## Fiche technique
- Titre : The Devil's Candy
- Réalisation et scénario : Sean Byrne
- Photographie : Simon Chapman
- Montage : Andy Canny
- Musique : Mads Heldtberg, Michael Yezerski et Sunn O)))
- Production : Jess et Keith Calder
- Société(s) de production : Snoot Entertainment
- Société(s) de distribution : IFC Films
- Pays d'origine :  États-Unis
- Langue originale : anglais
- Format : couleur
- Genres : horreur
- Dates de sortie :
  -  États-Unis
    - 13 septembre 2015 (Festival international du film de Toronto 2015)
    - 17 mars 2017 (sortie nationale)

  -  France : 3 juillet 2018 (DVD)

## Distribution
- Ethan Embry (VF : Christophe Seugnet) : Jesse Hellman
- Shiri Appleby (VF : Sabrina Horvais-Amengual) : Astrid Hellman
- Kiara Glasco (VF : Rose-Hélène Michon) : Zooey Hellman
- Pruitt Taylor Vince (VF : Eric Lichou) : Ray Smilie
- Craig Nigh (VF : Benoit Schwartz) : l'agent immobilier
- Marco Perella (VF : Philippe Robert) : l'inspecteur Davis
- Oryan West (VF : Ewan Le Vraux) : l'adjoint Hernandez
- Mylinda Royer (VF : Alexandra Lahuppe) : l'adjoint Winnie
- Leland Orser (VF : Eddy Frogeais) : le pasteur
- Tony Amendola (VF : Thierry Barbet) : Leonard